# 中国农业科学院北京畜牧兽医研究所
中国农业科学院北京畜牧兽医研究所，原名中国农业科学院畜牧研究所，是中华人民共和国的畜牧兽医研究机构，1957年成立。